# زاخر (العين)
زاخر , منطقة تقع جنوب غرب مدينة العين التابعة لإمارة أبو ظبي.
و تقع زاخر في العين، وتعتبر محاطة بمناطق ومجمعات سكنية فرعية عديدة، مثل الروضة والشرقية والقِسيس وشعب الأشخر وعين الفايضة. 

## عن المنطقة
زاخر هي منطقة فلل تقع في العين  وتحيط بها الروضة الشرقية والقسيس والمدينة الصناعية وشعب الأشخر وعين الفايضة. يمتد طريق أبوظبي – العين للشاحنات على طول الحدود الجنوبية لمدينة زاخر العين. تم تقسيم المنطقة إلى مجمعين فرعيين، وتشتمل هذه المنطقة السكنية على العديد من المرافق، مثل محلات السوبر ماركت ومراكز التسوق والمدارس والمطاعم والمساجد. لم يتم تطوير منطقة زاخر بالكامل بعد، إذ يضم الجزء الذي لا يزال قيد الإنشاء بحيرة زاخر. 
و تتميز هذه المنطقة السكنية بفلل فسيحة، وبقربها من العديد من المرافق والخدمات الأساسية. يمكن للسكان التوجه الى محلات السوبر ماركت والبقالة والمدارس ومراكز التسوق والمساجد القريبة منهم. تتميز زاخر أيضاً بالمساحات الخارجية والحدائق، حيث يمكن للمقيمين الاسترخاء. 

## جامعات ومدارس زاخر
تتوفر العديد من دور الحضانة والمدارس والجامعات في منطقة زاخر العين التي تقدم خدمات تعليمية مميزة. يمكن لأولياء الأمور الاختيار من بين العديد من الحضانات في زاخر، ومنها حضانة إديو فن فرع زاخر، وحضانة هيدستارت فرع زاخر، وحضانة الدانة في العين، وحضانة فن زون، وسمارت ريدر كيدز العين.
تتوفر عدة مدارس في زاخر، وتشمل هذه المدارس مدرسة أحمد بن زايد، ومدرسة زاخر الخاصة، ومدرسة طحنون بن محمد، ومدرسة زايدية الثانوية للبنات، ومدرسة برايتون كوليدج العين، ومدرسة نعمة، ومدرسة الجناين الرسمية، ومدرسة العقابية بالعين، والغدير. تقع هذه المدارس على بعد حوالي 5 إلى 10 دقائق بالسيارة من المنطقة. 
بالنسبة لمؤسسات التعليم العالي، يقع كل من حرم جامعة الإمارات العربية المتحدة وجامعة أبوظبي على بعد 11 إلى 12 دقيقة بالسيارة تقريباً، وتقدم هذه الجامعات برامج للحصول على درجات علمية في مختلف التخصصات.